# Armee-Abteilung Serbien
De Armee-Abteilung Serbien was een Duitse Armee-Abteilung van de Wehrmacht tijdens de Tweede Wereldoorlog, die gedurende korte tijd in actie was in Servië tijdens de Slag om Belgrado in september/oktober 1944.

## Krijgsgeschiedenis

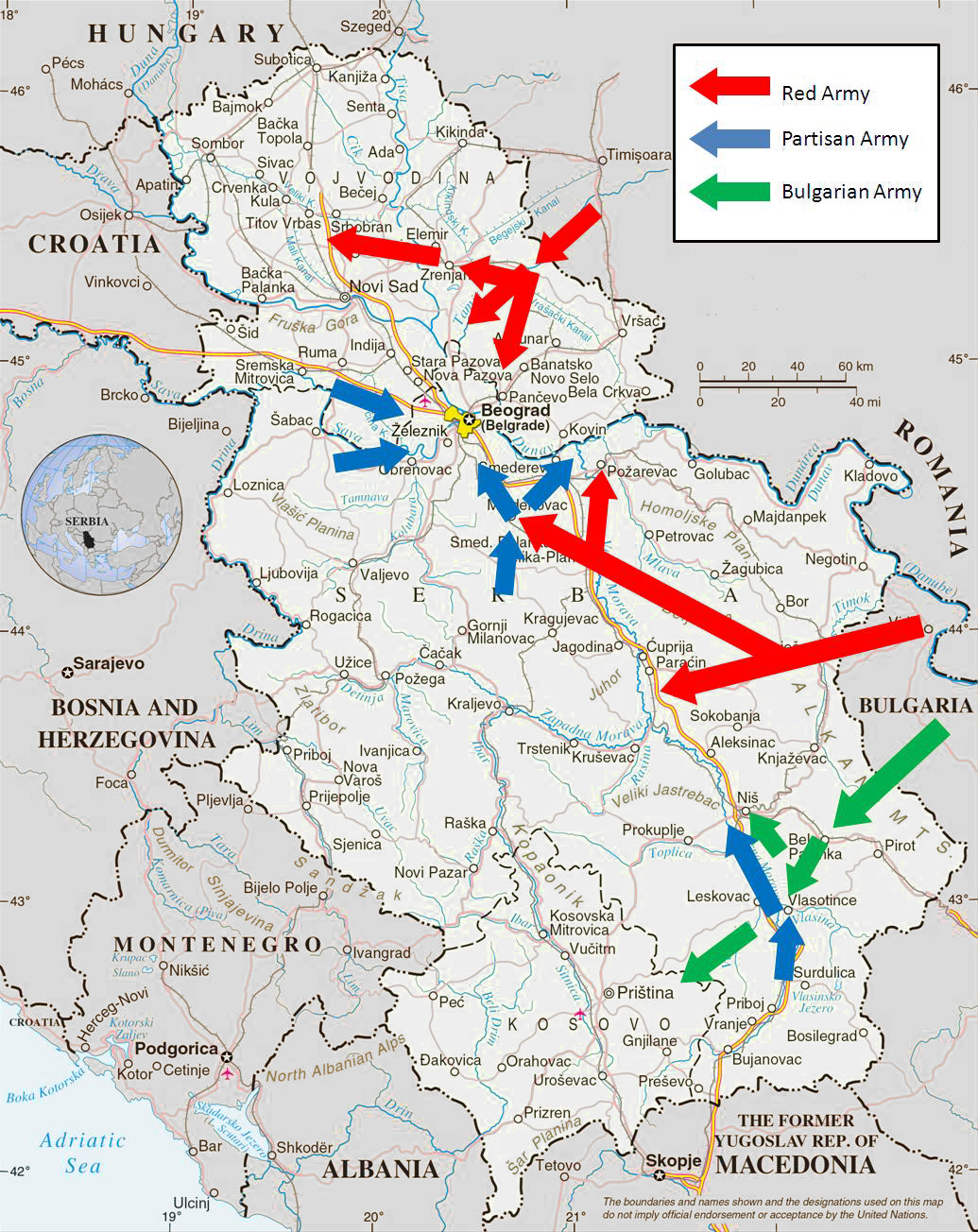
Belgrado-offensief

### Oprichting
Armee-Abteilung Serbien werd gevormd op 26 september 1944 uit de staf van de “Militärbefehlshaber Südost”.

### Inzet
De taak van de Armee-Abteilung was het verdedigen van Servië tegen de oprukkende Sovjet, Partizaan en Bulgaarse troepen. Tijdens deze periode nam de Armee-Abteilung deel aan de Slag om Belgrado. En daarnaast was een belangrijke taak voor de Armee-Abteilung ook om de terugtocht van Heeresgruppe E uit Griekenland te dekken.

Samenstelling op 13 oktober 1944:

- Direct onder bevel
  - SS-Polizei-Regiment 5
- Gruppe General Müller
  - 1e Bergdivisie
  - 7. SS-Freiwilligen-Gebirgs-Division Prinz Eugen
- Gruppe General Schneckenburger
  - 2e Regiment “Brandenburg”
  - SS-Polizei-Bergjager-Regiment 18
  - Grenadier-Brigade (gemot.) 92
  - 117e Jägerdivisie

### Einde
Op 27 oktober 1944 werd de Armee-Abteilung Serbien opgeheven.

## Bovenliggende bevelslagen
| Legergroep     | Plaats/regio | Begin             | Eind            |
| -------------- | ------------ | ----------------- | --------------- |
| Heeresgruppe E | Servië       | 26 september 1944 | 27 oktober 1944 |

## Commandant

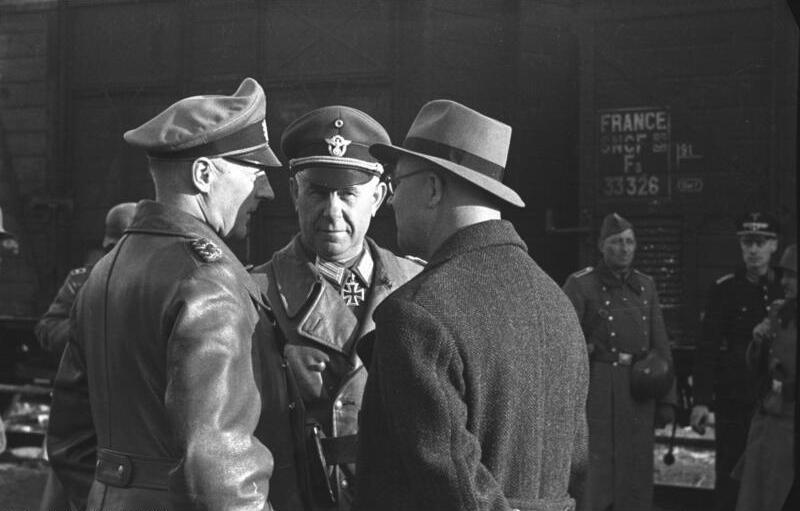
General Hans Felber (links)

| Rang                   | Naam        | Begin             | Eind            |
| ---------------------- | ----------- | ----------------- | --------------- |
| General der Infanterie | Hans Felber | 26 september 1944 | 27 oktober 1944 |